# Droga wojewódzka nr 643
Droga wojewódzka nr 643 (DW643) – droga wojewódzka w północnej Polsce w województwie warmińsko-mazurskim przebiegająca przez teren powiatu giżyckiego i powiatu mrągowskiego. Droga ma długość 20 km. Łączy miejscowość Wilkasy z miejscowością Olszewo.

## Przebieg drogi
Droga rozpoczyna się w miejscowości Wilkasy, gdzie odchodzi od drogi krajowej nr 59. Następnie kieruje się w stronę południowo - zachodnią i po 20 km dociera do miejscowości Olszewo, gdzie dołącza się do drogi krajowej nr 16. Droga posiada walory trasy widokowej ze względu na położenie na malowniczych terenach Krainy Wielkich Jezior Mazurskich. Przebiega nad brzegami jezior: Niegocin, Jagodnego i Szymoneckiego.

## Miejscowości leżące przy trasie DW643
- Wilkasy
- Bogaczewo
- Kozin
- Prażmowo
- Szymonka
- Olszewo